# 内伯尔许茨
内伯尔许茨（德語：Nebelschütz）是德国萨克森州的市镇，隶属于包岑县。总面积为22.93平方千米，截至2023年12月31日总人口为1,200人。